# Ponthieva parvilabris
Ponthieva parvilabris är en orkidéart som först beskrevs av John Lindley, och fick sitt nu gällande namn av Heinrich Gustav Reichenbach. Ponthieva parvilabris ingår i släktet Ponthieva och familjen orkidéer. Inga underarter finns listade i Catalogue of Life.